# Вулиця Миколи Голего
Ву́лиця Миколи Голего — вулиця у Солом'янському районі міста Києва, у місцевісті Караваєві Дачі. Пролягає від вулиці Вадима Гетьмана до Ніжинської вулиці. Прилучаються вулиці Тетяни Яблонської та Андрія Мельника.

## Історія
Вулиця виникла на початку XX століття, мала первинну назву Дорога № 6. У 1920—1926, 1931—1952 роках мала назву — вулиця Строптива. У 1926—1931 роках — вулиця Васильєва. З 1952 року — на честь радянського поета Лебедєва-Кумача.
У 1958 році до вулиці приєднано частину Дашавської вулиці (між вулицями Вадима Гетьмана та Тетяни Яблонської). Стару забудову ліквідовано у 1980-ті роки.
У 2017 році вулиця Лебедєва-Кумача перейменована на честь українського науковця-механіка, доктора технічних наук, заслуженого діяча науки і техніки УРСР, члена-кореспондент НАН України, ректора Київського інституту інженерів цивільної авіації (1954—1975) Миколи Голего.

## Установи та заклади
- буд. № 8 —спеціалізована загальноосвітня школа № 324 1-го ступеня.